# Experian

Experian är ett företag inom marknadsinformation som erbjuder tjänster där extern data berikar eller kompletterar företags egen data för att ge en ökad förståelse och kunskap om kunder och marknaden. Experian Group har över 17 000 anställda och finns i över 37 länder. Företagets omsättning är över 5,18 miljarder årligen. Företaget är noterat på Londonbörsen sedan 11 oktober 2006. Experian har huvudkontor i Dublin, Irland.